# Črni narcis
Črni narcis (angleško Black Narcissus) je britanski psihološko-dramski film iz leta 1947, ki sta zanj napisala scenarij, ga režirala in producirala Michael Powell in Emeric Pressburger, v glavnih vlogah pa nastopajo Deborah Kerr, Kathleen Byron, Sabu, David Farrar, Flora Robson, Esmond Knight in Jean Simmons. Naslov se nanaša na Caronov parfum Narcisse Noir. Zgodba temelji na romanu Black Narcissus Rumerja Goddena iz leta 1939 in prikazuje vse večje napetosti znotraj majhnega anglikanskega nunskega samostana s šolo in bolnišnico, ki se nahaja v stari palači indijskega radže na vrhu pečine nad himalajsko dolino. Palača je poslikana s starimi erotičnimi indijskimi poslikavami in jo vodi predstavnik indijskega generala, čeden Anglež srednjih let, ki prestavlja objekt poželenja za nune.
Film je bil premierno predvajan 3. maja 1947 v Londonu in bil uspešen v britanskih, ameriških, francoskih in japonskih kinematografih. Naletel je tudi na dobre ocene kritikov, posebej za fotografijo, saj je direktor fotografije Jack Cardiff osvojil oskarja in zlati globus za najboljšo fotografijo, Alfred Junge pa oskarja za najboljšo scenografijo.

## Vloge
- Deborah Kerr kot sestra Clodagh
- Sabu kot mladi general (Dilip Rai)
- David Farrar kot g. Dean
- Kathleen Byron kot sestra Ruth
- Flora Robson kot sestra Philippa
- Jean Simmons kot Kanchi
- Jenny Laird kot sestra Honey
- Judith Furse kot sestra Briony
- Esmond Knight kot stari general
- May Hallatt kot Angu Ayah
- Eddie Whaley Jr. kot Joseph Anthony
- Shaun Noble kot Con
- Nancy Roberts kot mati Dorothea